# Erich Bödeker
Erich Bödeker (* 11. April 1904 in Recklinghausen; † 21. Februar 1971 ebenda) war ein deutscher Bildhauer.

## Leben und Werk
Nach dem Besuch der Volksschule war Bödeker 41 Jahre lang als Bergmann tätig, davon 35 Jahre unter Tage. Parallel zu seinem Hauptberuf arbeitete er nebenberuflich als Landwirt und Hausschlachter. Im Jahr 1959 zwang ihn eine Erkrankung an Silikose zur Aufgabe seines Berufs im Bergbau. In der Folge begann er, autodidaktisch Figuren aus Holz und Beton zu gestalten, die er mit kräftigen Farben bemalte. Zu den dargestellten Motiven zählten Menschen und Tiere, darunter Bekannte, Politiker, Künstler und Fantasiegestalten.
Die ersten Arbeiten Bödekers entstanden aus Alltags- und Abfallmaterialien wie Blechdosen, Küchengeräten oder ausgedienten Maschinenteilen. Später konzentrierte er sich auf figürliche Plastiken aus Holz und Beton. Seine Werke zeichnen sich durch eine stilisierte, auf Grundformen reduzierte Gestaltung aus. Farblich sind sie großflächig gefasst, ohne Binnenstrukturen. Bödekers Garten diente häufig als Ausstellungsort für über hundert dieser farbigen Figuren, die eine breite Motivvielfalt abbildeten – von Bergleuten, Polizisten und Sportlern über kirchliche Würdenträger bis hin zu Tieren aus verschiedenen Regionen der Welt.
1961 vermittelte Thomas Grochowiak, damaliger Direktor der Museen in Recklinghausen und Oberhausen, Bödeker seine erste öffentliche Ausstellung in Recklinghausen.
Im Laufe der Jahre fanden Bödekers Arbeiten Eingang in zahlreiche internationale Museen, wurden Bestandteil privater und institutioneller Sammlungen und erzielten beachtliche Auktionspreise. 
Werke Bödekers befinden sich unter anderem in der Sammlung des Clemens Sels Museums Neuss und in der Sammlung Zander in Köln.

## Sonstiges
Dem Künstler zu Ehren wurde die Erich Bödeker-Gesellschaft für naive Kunst e.V. 1982 in Hannover gegründet, die nicht nur das Werk Bödekers dokumentiert, sondern sich allgemein für die Anerkennung Naiver Kunst einsetzt.
Erich Bödeker war ein direkter Nachbar von Hape Kerkeling in dessen Heimatort Bockholt. Kerkeling erwähnt ihn in seinen Kindheitserinnerungen „Der Junge muss an die frische Luft“.

## Ausstellungen (Auswahl)
Große Wanderausstellung 1988/1989 mit Herausgabe eines Werkverzeichnisses.
- 1963 Recklinghausen, Ruhrfestspiele
- 1964 Darmstadt, Mathildenhöhe
- 1965 Hamburg, Galerie Brockstedt
- 1967 Bonn, Städtische Kunstsammlungen
- 1968 Zürich, Galerie Bischofberger
- 1969 Essen, Museum Folkwang
- 1970 Oberhausen, Städtische Galerie
- 1971 Zagreb, Galerie für primitive Kunst
- 1972 Louisiana Museum of Modern Art, Humlebæk
- 1973 Oslo, Henie-Onstad-Museum
- 1974 München, Haus der Kunst
- 1975 Kunsthaus Zürich
- 1976 Düsseldorf, Galerie Zimmer
- 1980 Berlin, Museum für deutsche Volkskunde
- 1981 Stuttgart, Württembergischer Kunstverein
- 1982 Paris, Goethe-Institut
- 1983 Zagreb, Galerie für primitive Kunst
- 1985 Siegburg, Wasserwerk. Galerie Lange
- 1986 Reinbek, Museum Rade
- 1987 Hannover, Sprengel Museum
- 1988 Hamburg, Altonaer Museum
- 1989 Düsseldorf, Galerie Zimmer
- 1990 München, Galerie Charlotte
- 1996 Bönnigheim, Museum Charlotte Zander
- 2000 Oberhausen, Ludwig Galerie
- 2001 Biennale von Venedig
- 2002 Köln ArtCologne (Wasserwerk.Galerie Lange)
- 2017 Clemens Sels Museum Neuss